# Лопушно (Польща)
Лопушно (пол. Łopuszno) — місто в Польщі, у гміні Лопушно Келецького повіту Свентокшиського воєводства. Населення — 1454 особи (2011).
1 січня 2023 року набуло статусу міста.
У 1975-1998 роках село належало до Келецького воєводства.

## Демографія
Демографічна структура на день 31 березня 2011 року:
|          | Загалом | Допрацездатний вік | Працездатний вік | Постпрацездатний вік |
| -------- | ------- | ------------------ | ---------------- | -------------------- |
| Чоловіки | 719     | 157                | 504              | 58                   |
| Жінки    | 735     | 147                | 442              | 146                  |
| Разом    | 1454    | 304                | 946              | 204                  |